# أورويل (فيرمونت)
أورويل (بالإنجليزية: Orwell, Vermont) هي بلدة تقع بولاية فيرمونت في الولايات المتحدة. تبلغ مساحتها 128.6 (كم²)، وترتفع عن سطح البحر 116 م، بلغ عدد سكانها 1250 نسمة في عام 2010 حسب إحصاء مكتب تعداد الولايات المتحدة وتصل الكثافة السكانية فيها 10.2 نسمة/كم2.

## أعلام
- لويس وينسلو أوستن

## وصلات خارجية
- www.town-of-orwell.org
- The US50 - Cities and Towns in Vermont State
- Vermont Cities and Towns, Facts, Map, Flag, Colleges, Government, and More